# Мерриквилл–Уолфорд
Мерриквилл-Уолфорд — муниципалитет со статусом деревни в Восточном Онтарио, Канада в округе Лидс и Гренвилл. Через деревню протекает река Ридо.
Современный муниципалитет был образован 1 января 1998 года путем объединения бывшей деревни Мерриквилл с бывшим посёлком Уолфорд.
Шлюзы канала Ридо в Мерриквилле имеют общую высоту 25 футов (около 8 м) и состоят из 3 уровней. К югу от шлюзов находится старый блокгауз, который был отреставрирован Управлением парков Канады как туристический объект и музей под совместным управлением администрации Мерриквилла и местного исторического общества.
В последние два десятилетия в регионе наблюдается бум местной экономики, в основном связанный с ростом туризма. Деревня известна своими ремесленными промыслами (в частности, стеклодувной и кузнечной мастерской), а также художниками.

## История
Уильям Меррик, родом из Спрингфилда, штат Массачусетс, основал деревню Мерриквилл в 1794 году. Здесь он построил плотину через реку, на которой соорудил мельницу, лесопилку и волоконно-чесальную фабрику. Вскоре вокруг мельницы стали сооружаться и другие здания. В 1821 году Меррик построил каменный дом с видом на свои предприятия.
Когда в 1827 году в местность прибыли строители для сооружения канала Ридо, деревня Меррикс-Миллс (Merrick’s Mills), как она тогда называлась, была процветающей общиной, насчитывающей около 300 человек. Историческое общество Мерриквилла и округа установило мемориальную доску в память о неизвестных, похороненных на кладбище Макгиган (McGuigan Cemetery) между 1800 и 1900 годами; многие из этих людей умерли от эпидемий, главным образом малярии, во время строительства канала Ридо.
В отличие от большинства посёлков, существовавших в окрестностях Оттавы до сооружения канала Ридо, посёлок Меррикс-Миллс не был снесён при строительстве канала. После того, как канал был закончен, повысившийся уровень воды был использован для мельницы, а улучшение водного транспорта вызвало всплеск коммерческой активности в деревне. К 1851 году Меррик-Миллс был важным промышленным центром.
Меррикс-Миллс продолжал процветать в середине 1860-х годов. Окончание индустриального роста посёлка тесно связано с упадком коммерческого значения канала Ридо. Соседний город Смитс-Фолс, ставший крупным железнодорожным узлом, вытеснил Меррикс-Миллс с позиции промышленного лидера региона. Несмотря на спад, в посёлке продолжала действовать местная промышленность. В 1915 году в Мерриквилле была образована энергетическая компания для обеспечения электроэнергией промышленных предприятий и литейного производства, а шерстяная фабрика продолжала функционировать до 1954 года.

## Общины
Кроме исторического Мерриквилла, деревня включает в себя небольшие общины Карлис-Корнерс, Истонс-Корнерс, Хэмлок-Корнерс, Джаспер, Сноудонс-Корнерс, Уолфорд-центр, Уолфорд-Чапел и Юл. Администрация посёлка расположена в Мерриквилле.

## Достопримечательности

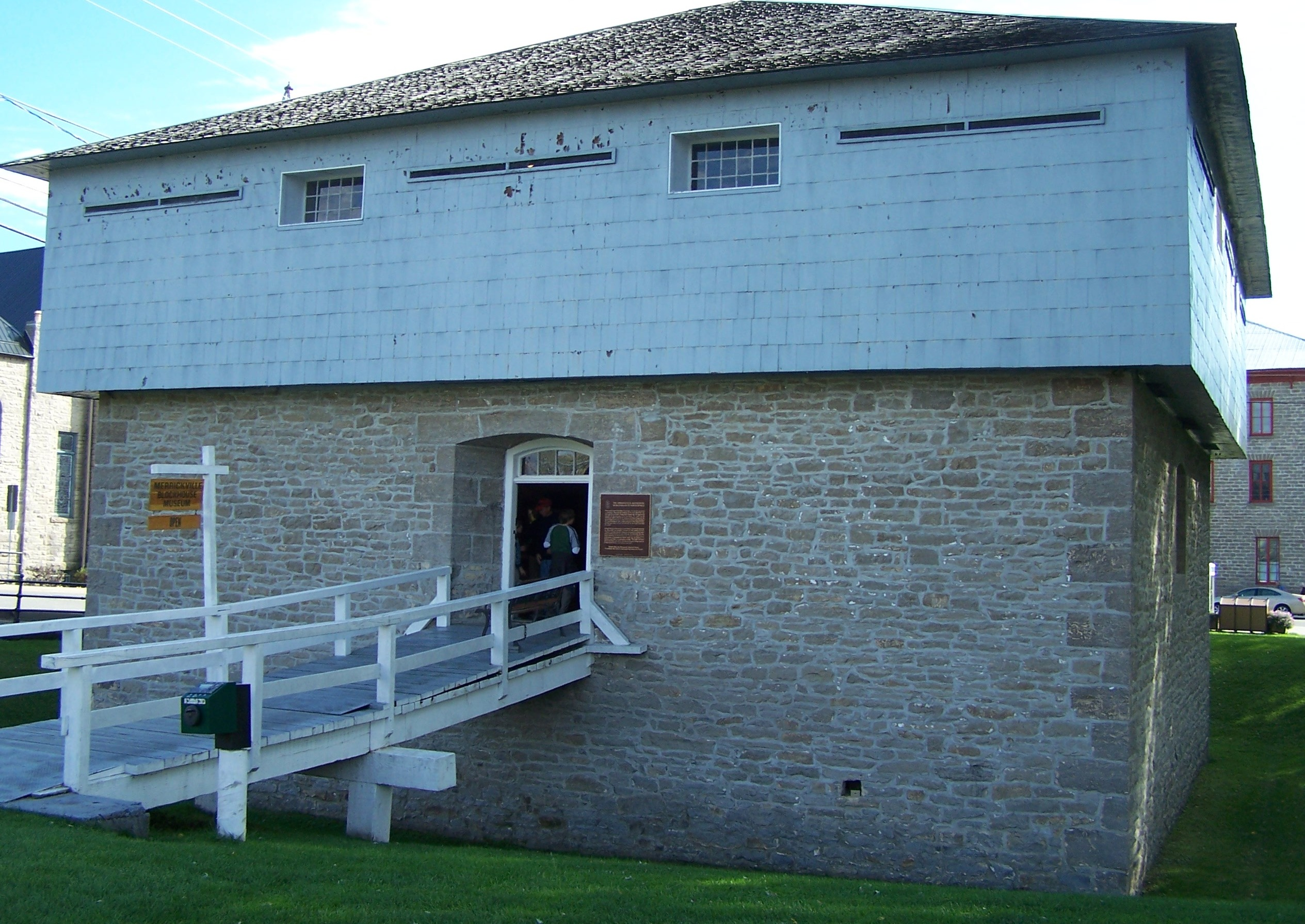
Блокгауз на канале Ридо

В 1998 году Мерриквилл был признан самой красивой деревней Канады благодаря своим улицам со старинной архитектурой, художественным мастерским, фирменным бутикам и ресторанам. В деревне активно развиваются художественные ремесла (более 30 художников, кузнецов, стеклодувов и др.).
В Мерриквилле находится более 100 исторических зданий и сооружений. Шлюзы примыкают к Блокгаузу, построенному в 1832 году для защиты шлюзов от возможного нападения со стороны США.
Блокгауз, причисленный к Национальным историческим памятникам Канады, построил подполковник Джон Бай как часть цепочки из четырёх блокпостов для защиты канала Ридо. Музей Блокгауза открыт в разгар летнего сезона. Рядом со шлюзами находится Музей промышленного наследия (в месте, где раньше располагались мельницы Меррика).
Длительное время в Мерриквилле жил железнодорожный подрядчик Гарри Фалконер Маклин. До настоящего времени сохранился его дом, который изначально построил для себя Аарон Меррик, сын основателя города Уильяма Меррика. В Мерриквилле также есть паб, названный в честь Гарри Маклина, хотя он и не находится в его доме.
В последние последние выходные сентября и первые выходные октября в Мерриквилле проходит выставка художников Восточного Онтарио; ежегодно здесь выставляются работы более чем 30 художников.
Любители садоводства могут прогуляться по парку Rideau Woodland Ramble, который, по мнению журнала Canadian Gardening Magazine, является одним из лучших садов Канады. Здесь есть множество редких и экзотических растений, деревьев и кустарников. Сад расположен к югу от деревни Берритс-Рапидс (Burritt’s Rapids).
Каждое лето в Мерриквилле проходит ярмарка, где участвуют местные сельскохозяйственные производители (в том числе скотоводы). В июле также проходит шоу старинных автомобилей, в котором принимают участие владельцы раритетной техники из центральной и восточной Канады и Соединенных Штатов.
В Мерриквилле есть несколько маленьких гостиниц «постель и завтрак», а также рестораны, пабы, кафе и закусочные.
Через деревню проходит историческая Тропа Ридо (Rideau Trail).